# Con đường ASEAN
Con đường ASEAN là bài ca chính thức của Hiệp hội các quốc gia Đông Nam Á. Lời bài hát đã được viết bởi Payom Valaiphatchra (tiếng Thái: พยอม วลัยพัชรา; RTGS: Phayom Walaiphatchara) và âm nhạc được phổ bởi Kittikhun Sodprasert (tiếng Thái: กิตติคุณ สดประเสริฐ; RTGS: Kittikhun Sotprasoet) và Sampow Way (tiếng Thái: สำเภา ไตรอุดม; RTGS: Samphao Trai-u-dom), bài hát giành chiến thắng trong số 99 bài trong vòng chung kết từ tất cả 10 nước Đông Nam Á.

## Lời bài hát
Raise our flag high, sky high
Embrace the pride in our heart
ASEAN we are bonded as one
Look-in out to the world.
For peace, our goal from the very start
And prosperity to last.
We dare to dream we care to share.
Together for ASEAN
We dare to dream,
We care to share for it’s the way of ASEAN.

## Cuộc thi sáng tác minh ca ASEAN
Các bài hát cạnh tranh đã được đưa ra, và đã được công bố cho tất cả các thành viên của ASEAN, trong một nỗ lực để tìm một bài hát chính thức để thay thế bài hát cũ trước đây, bài hát chiến thắng nhận được hơn 20,000 USD trong phần thưởng và được tuyên bố là minh ca chính thức khu vực Đông Nam Á.

### Tiêu chí
- Ngôn Ngữ: Tiếng Anh
- Bài hát nên phản ánh phẩm giá, sự hợp tác, và đoàn kết trong khu vực ASEAN.
- Nên phản ánh nền văn hóa đa dạng và dân tộc
- Phải là cùng một nguồn gốc
- Không dài hơn 60 giây

### Giám khảo đánh giá
- Brunei - Ông Haji Manaf bin Haji Kamis
- Campuchia - Tiến Sĩ Sam Ang Sam
- Indonesia - Ông Purwa Caraka
- Lào - Ông Khamphanh Phonthongsy
- Mã Lai - Ông Ayob Ibrahim
- Miến Điện - Ông Tin Oo Thaung
- Philippines - Ông Apgripino V. Diestro
- Singapore - Ông Phan Diệu Điền (Phoon Yew Tien, 潘耀田)
- Thái Lan -  Admiral Mom Luang (The Honourable) Usni Pramoj
- Việt Nam - Ông Phạm Hồng Hải

Và 3 giám khảo ngoài ASEAN:
- Nhật Bản - Bà Ta Keiko
- Trung Quốc - Ông Bao Yuankai
- Úc - Bà Sandra Milliken